# Chambre de commerce et d'industrie des Hautes-Alpes
La chambre de commerce et d'industrie des Hautes-Alpes est la CCI du département des Hautes-Alpes. Son siège est à Gap au 16, rue Carnot.
Elle possède une antenne à Briançon.
Elle fait partie de la chambre de commerce et d'industrie de région Provence-Alpes-Côte d'Azur.

## Missions
À ce titre elle est un organisme chargé de représenter les intérêts des entreprises commerciales, industrielles et de service des Hautes-Alpes et de leur apporter certains services. C'est un établissement public qui gère en outre des équipements au profit de ces entreprises.
Comme toutes les CCI, elle est placée sous la tutelle du préfet du département représentant le ministère chargé de l'industrie et le ministère chargé des PME, du Commerce et de l'Artisanat.

### Service aux entreprises
- Centre de formalités des entreprises
- Assistance technique au commerce
- Assistance technique à l'industrie
- Assistance technique aux entreprises de service
- Aide aux collectivités
- Conseil aux groupements de professionnels
- Point Orientation - Apprentissage
- CCI Hautes-Alpes Formation : centre de formation aux métiers du commerce, tourisme, de la cuisine, du numérique et de la montagne

### Centres de formation
- CCI Hautes-Alpes Formation à Briançon et à Gap;
- ASFOR - CCI en partenariat avec la chambre de commerce et d'industrie des Alpes de Haute-Provence.

## Historique
Victor Bonniard, ancien député et sénateur des Hautes-Alpes, mais également banquier et drapier, a été vice-préside de la chambre de commerce et d'industrie, avant d'être élu député.

## Pour approfondir